# 中村伶
中村 伶（なかむら れい、1993年2月8日 - ）は、日本のファッションモデル、タレント。
石川県出身。
21歳の時に東京に上京し、スタッフに声をかけられてモデルとなった。
2015年3月にモデル事務所にスカウトされ、雑誌の表紙へ出演したのを皮切りにモデル、タレントとしても活動。

## 略歴
- 1993年2月8日、石川県で生まれる。
- 2015年3月24日、株式会社SHOWGATEに所属することをブログで発表。
- 2015年5月3日、ファッションショーGossipwayにゲストモデルとして出演することが決定。

## 人物
- 女性ファッションモデルとして活動中。

## 趣味
- 趣味はショッピング、おしゃれ
- 動物が大好き。

## 活動内容

### モデルの仕事
- Gossipway (2015 S/S - )
- Like it! (2015 S/S - )

### その他
- 総合格闘技グラチャンイメージガール

### 雑誌
- TruckTrends/トラックトレンズ表紙